# Kevin Roelandts
Kevin Roelandts (ur. 27 sierpnia 1982 w Brugii) – belgijski piłkarz występujący na pozycji pomocnika.

## Kariera klubowa
Roelandts jest wychowankiem zespołu Club Brugge, gdzie treningi rozpoczął w 1988 roku, mając 6 lat. W 2002 roku został włączony do jego pierwszej drużyny Club Brugge. W Eerste klasse zadebiutował 21 listopada 2003 w przegranym 0:2 meczu z Germinalem Beerschot. W 2004 roku wygrał z klubem Puchar Belgii. W 2005 roku zdobył z zespołem mistrzostwo Belgii. 20 stycznia 2006 w wygranym 3:0 meczu z FC Brussels strzelił pierwszego gola w trakcie gry w ekstraklasie.
W styczniu 2007 roku Roelandts odszedł do Germinalu Beerschot, również grającego w Eerste klasse. Pierwszy ligowy mecz zaliczył tam 28 stycznia 2007 przeciwko Anderlechtowi (1:3). W Germinalu spędził pół roku.
Latem 2007 roku został graczem klubu SV Zulte Waregem. W jego barwach pierwszy występ zanotował 5 sierpnia 2007 w przegranym 1:4 pojedynku ze Standardem Liège.
W 2011 roku Roelandts przeszedł do OH Leuven. W sezonie 2012/2013 był z niego wypożyczony do Royalu Antwerp FC. W latach 2013–2016 był zawodnikiem KSK Maldegem.

## Kariera reprezentacyjna
W reprezentacji Belgii Roelandts zadebiutował 29 maja 2009 w zremisowanym 1:1 towarzyskim meczu z Chile. W tamtym spotkaniu strzelił także gola. W kadrze narodowej rozegrał łącznie 2 mecze.